# 布赖恩·梅
布萊恩·哈罗德·梅爵士，CBE（英語：Sir Brian Harold May, 1947年7月19日—）是一位英国音乐人、歌手、词曲作者和天体物理学家，作为皇后乐队的吉他手，他取得了国际性的声誉。
在1991年佛萊迪·墨裘瑞死后，为了表示纪念，梅参加了1992年的弗雷迪·默卡利纪念音乐会 。

## 簡介

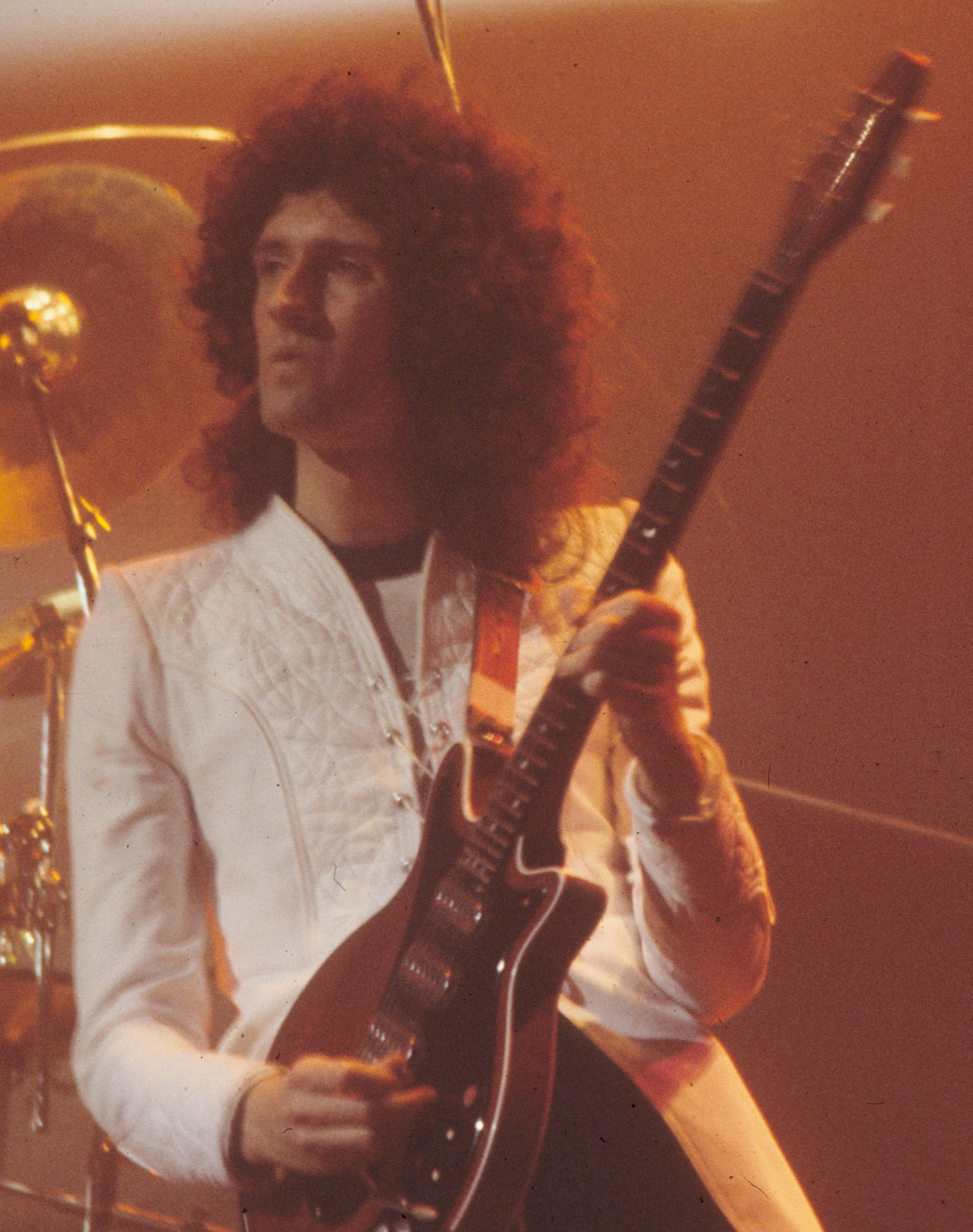
1977年，布莱恩·梅在康涅狄格州纽黑文的纽黑文体育馆表演

梅在1947年7月19日出生於倫敦漢普頓，為家中獨生子。母親 Ruth Irving (前姓：Fletcher) 為蘇格蘭人，而父親哈羅德·梅（Harold May）為英格蘭人。梅在高級程度課程中選擇了純粹數學、應用數學、附加數學和物理，當中取得兩個A和1個B，成功入讀倫敦帝國學院。梅作為校內娛樂委員會成員之一，曾經邀請吉米·亨德里克斯到校表演。
梅於1968年與蒂姆·史塔菲和羅傑·泰勒組成皇后樂隊的前身Smile。梅在伦敦帝国学院获得物理学本科学位两天后，他就和自己的乐队Smile登上了舞台，为平克·弗洛伊德乐队（Pink Floyd）开场。
蒂姆·史塔菲離開樂隊後，於1970年被更名為皇后樂隊。在加入皇后樂隊前，梅曾短暫在布里克斯頓的一所小學教授數學。
梅在樂隊中主要使用自己與父親共同制作的吉他“Red Special”(红色特别)，並使用至今。许多皇后乐队的曲目是梅创作的，包括《Tie Your Mother Down》，《I Want It All》，《We Will Rock You》，《Fat Bottomed Girls》和《Who Wants to Live Forever》等。亦有不少歌曲由梅主唱，包括《39》和《All Dead, all dead》等，而梅在三聲部和音中擔當低音部分。
除了皇后樂隊的活動外，梅在1983年開始自己的個人活動。1983年10月31日，梅以「Brian May+Friends」的名義發售迷你專輯Star Fleet Project，而在1986年梅參與了創世紀樂團前主音結他手Steve Hackett的個人專輯Feedback 86的錄製，專輯後於2000年10月發售。
在皇后樂隊主唱兼朋友墨裘瑞去世後，梅加速首張個人專輯《Back to the Light》的錄製，並在發行後進行世界巡迴演唱會。其中專輯收錄由梅主唱的《Too Much Love Will Kill You》（此曲曾收錄於1995年皇后樂隊的專輯《Made In Heaven》，並由墨裘瑞主唱）。1991年梅正式建立The Brian May Band，並在1991年至1993年短暫活躍。1998年因宣傳梅的第2張個人專輯《Another World》，樂團短暫復活，接吻樂團鼓手Eric Singer亦有參與。
梅于2007年获得了天体物理学博士学位。

## 榮譽
2001年，布萊恩·梅以皇后樂隊成員身份入選搖滾名人堂。在2018年，以皇后樂隊成員身份獲得葛萊美終身成就獎。
2005年，布莱恩·梅获得大英帝国勋章中的司令勋章（CBE），以表彰他“对音乐行业和慈善工作的贡献”。2007年梅在帝国理工学院取得天体物理学博士学位，他的博士論文證實黃道塵的運行方向和行星繞行太陽的方向相同，2008到2013年担任利物浦約翰摩爾斯大學的名譽校長。他现居舒梨郡的Windlesham，是动物权利的支持者，2012年9月被任命为动物福利组织RSPC的副主席。
2005年，“行星摇滚”电台的投票中他被选为“史上最伟大的吉他手”第7名。他在《滚石杂志》的“滾石雜誌一百大吉他手”名單上排名第26位。2012年，他《吉他世界》的读者票选为“史上最伟大的吉他手”第2名。

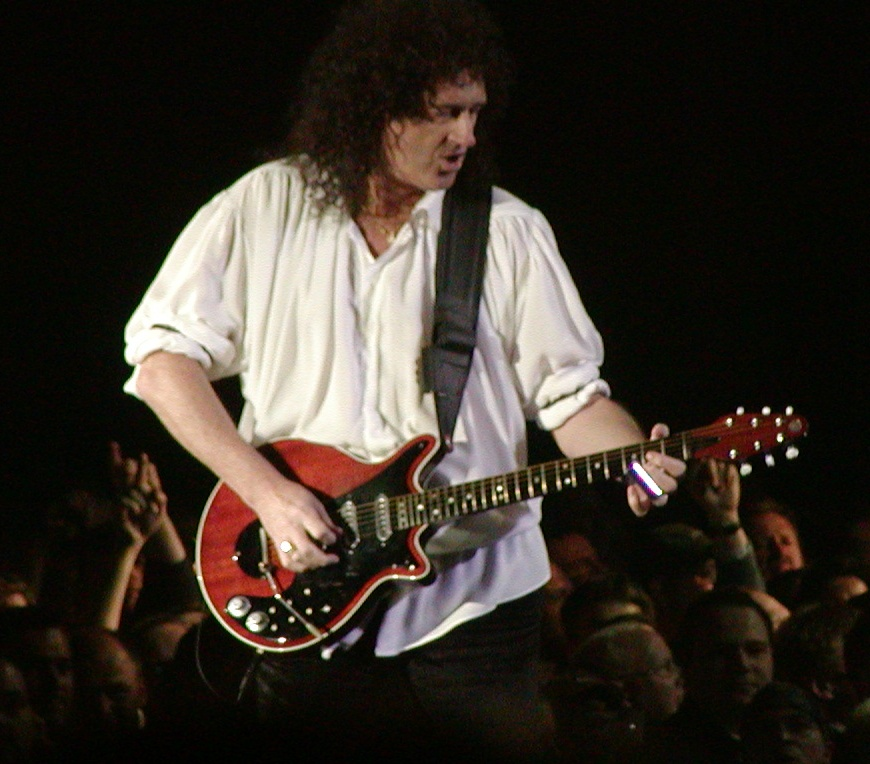
布赖恩·梅拿着他的红色特别吉他（Red Special）

## 個人生活
布莱恩·梅有兩段婚姻，現時的妻子為安妮塔·道布森（Anita Dobson）。他是素食主義者，並反對捕獵動物。作為天體物理學家，他是小行星日的倡議者之一，小行星52665 Brianmay是以他作命名。梅亦有參與新視野號的計劃。
布莱恩·梅過去是保守黨的支持者，但近年批評保守黨大衛·卡梅倫的政策，特別是在對動物保護的問題上。

## 作品

### 錄音室專輯
- 《Back to the Light》（1992年9月28日）
- 《Another World》（1998年6月1日）
- 《Furia（原創原聲帶）》（2000年11月23日）

### 迷你專輯
- 《Star Fleet Project》（1983年10月31日）
- 《Resurrection-Japan Tour Mini Album》（1993年）
- 《Red Special-Japan Tour Mini Album》（1998年10月28日）
- 《Retro Rock Special》（1998年）

### 書籍
- 《Bang！The Complete History of the Universe》（合著）（2006年）
- 《The Cosmic Tourist : Visit the 100 Most Awe-Inspiring Destinations in the Universe!》（合著）（2013年9月3日）
- 《Brian May's Red Special》（2014年10月1日）
- 《Queen in 3D》（2017年5月25日）
- 《Mission Moon 3D: A New Perspective on the Space Race》（合著）（2018年10月23日）

## 脚注
1. ↑  . Last.fm. 11 February 2009  [28 March 2012]. （原始内容存档于2012-07-07）.
2. ↑  . 10 July 2005  [28 January 2008]. （原始内容存档于21 October 2007）.
3. ↑  .   [2020-04-29]. （原始内容存档于2020-11-01）.
4. ↑  Drake, Nadia. . National Geographic. 2023-10,. VOL. 244 NO.4 (October 2023, Special issue, Space): 17-19  [2024-4-8].
5. ↑  .   [2020-04-29]. （原始内容存档于2006-11-14）.
6. ↑  Queen star May hails Muse album Archive.today的存檔，存档日期2012-07-13 BBC News Retrieved 21 January 2011
7. ↑  . BBC. 14 April 2008  [23 October 2009]. （原始内容存档于2009-10-18）.
8. ↑  Cooke, Rachel. . The Guardian (London). 5 September 2010  [8 October 2010]. （原始内容存档于2013-04-02）.
9. ↑  "Brian May named vice-president of RSPCA" （页面存档备份，存于）, Farmers Weekly, 13 September 2012
10. ↑  . 10 July 2005  [28 January 2008]. （原始内容存档于2007-10-21）.
11. ↑  100 Greatest Guitarists Of All Time: Brian May （页面存档备份，存于）. Rolling Stone. Retrieved 30 November 2011
12. ↑  "Readers Poll Results: The 100 Greatest Guitarists of All Time" （页面存档备份，存于）. Guitar World. Retrieved 13 October 2012